# Sundsvalls SS
Sundsvalls simsällskap är en svensk simklubb som bildades 1871. Klubbens simmare har tagit många SM-tecken och även medaljer i EM och VM. Bland de mest framgångsrika simmarna från Sundsvalls simsällskap hör Johannes Skagius, Hasse Bergkvist, Henrik Jangvall, Lars Frölander, Anna-Karin Kammerling samt Hanna Westrin. Hasse Tegeback är också en meriterad simmare i klubben.

## Sundsvallssimmare med höga poäng enligt FINA:s poängsystem[2]
| Simmare        | född år | tävling, år, ort                        | distans        | tid   | poäng |
| -------------- | ------- | --------------------------------------- | -------------- | ----- | ----- |
| Wilma Persson  | 2001    | Speedo Helsinki Swim, Helsingfors, 2022 | 50 m ryggsim   | 29.76 | 745   |
| Johan Ekengren | 2001    | Malmsten Swim Open Stockholm, 2022      | 100 m frisim   | 53.66 | 668   |
| Jakob Wassberg | 2003    | Speedo Helsinki Swim Meet, 2022         | 100 m frisim   | 54.77 | 628   |
| Albin Hedlund  | 2003    | Speedo Helsinki Swim Meet, 2022         | 50 m ryggsim   | 27.81 | 626   |
| Marcus Ålenius | 2001    | Malmsten Swim Open Stockholm, 2022      | 50 m fjärilsim | 26.19 | 614   |

### Fotnoter
1. ↑  ”Stadgar”. Sundsvalls SS. 6 mars 2017. http://www.sundsvalls-ss.se/docs/818/20213/Sundsvalls%20sims%C3%A4llskaps%20stadgar.pdf. Läst 23 februari 2018.
2. ↑  Sveriges 4146 simmare med 300 poäng eller mer